# Geluidsintensiteit
De geluidsintensiteit is het vermogen per oppervlakte-eenheid van een geluidsgolf in een bepaalde richting in een punt. De geluidsintensiteit I is dus een vectorgrootheid die de grootte en de richting van de oppervlaktedichtheid van het geluidsvermogen in een punt in de ruimte aangeeft (in watt per vierkante meter).
De geluidsintensiteit moet niet verward worden met de geluidsdruk, die ook een maat is voor de sterkte van geluid. De geluidsdruk is een scalaire grootheid. Het meetinstrument om de geluidsintensiteit te meten is geheel anders dan het meetinstrument voor het meten van geluidsdruk.
In geval van een eenvoudige situatie, een geluidsgolf die zich in één richting uitbreidt, zijn de geluidsdruk en de geluidsintensiteit in elkaar om te rekenen. In een complexe situatie, met resonanties en staande golven, is dat niet het geval.

## Globale omschrijving
Het vermogen, de hoeveelheid energie per seconde, die met het geluid zich door de lucht voortplant en die met het gehoor waarneembaar is, bepaalt hoe hard of zacht wij een geluid waarnemen. Een harder of intenser geluid zal op een oppervlakje loodrecht op de voortplantingsrichting een groter vermogen hebben dan een zachter geluid. Het vermogen van het geluid per oppervlakte-eenheid, de oppervlaktedichtheid van het vermogen, loodrecht op de voortplantingsrichting noemen we de geluidsintensiteit, meestal gemeten in W/m2. De geluidsintensiteit is dus een vectoriële grootheid, met als richting de voortplantingsrichting van het geluid. Bij de gehoordrempel is de geluidsintensiteit ongeveer 10−12 W/m2, bij de pijngrens ongeveer 100 W/m2.
De geluidsintensiteit neemt in het volkomen vrije veld (dus ook zonder bodemeffecten) af met de afstand {\displaystyle r} tot de bron als {\displaystyle 1/r^{2}}. Voor grote afstanden, vanaf rond de 700 meter, wordt de geluidsintensiteit extra gedempt door het effect van wrijving van luchtmoleculen.

## Definitie
De grootte van de geluidsintensiteit wordt gedefinieerd als het geluidsvermogen {\displaystyle P_{\text{ak}}} per oppervlakte-eenheid. De intensiteit {\displaystyle I} wordt in SI eenheden uitgedrukt in W/m2.
{\displaystyle {\vec {I}}=p{\vec {v}}}
Hierin is:
{\displaystyle p} de momentane geluidsdruk in N/m² = Pa,
{\displaystyle {\vec {v}}} de momentane deeltjessnelheid in m/s,
De gemiddelde geluidsintensiteit over een tijdsperiode {\displaystyle T} is 
{\displaystyle {\vec {\bar {I}}}={\frac {1}{T}}\int _{0}^{T}p(t){\vec {v}}(t)\,\mathrm {d} t}

## Intensiteit van een puntbron
Voor een vrij opgestelde puntbron (een geluidsbron die uit één punt komt), is de richting van de geluidsintensiteitvector radiaal naar buiten en de grootte een functie van de afstand r tot de bron en van het door de bron uitgezonden vermogen {\displaystyle P_{\text{ak}}}. In alle punten op een afstand {\displaystyle r} van de bron is de grootte van de geluidsintensiteitvector gelijk aan het quotiënt van het totaal uitgezonden vermogen en de boloppervlakte {\displaystyle A} met straal {\displaystyle r}:
{\displaystyle I_{r}={\frac {P_{\text{ak}}}{A}}={\frac {P_{\text{ak}}}{4\pi r^{2}}}}
Hierin is {\displaystyle A} de grootte van het (bolvormige) oppervlak waarover het geluid zich verspreidt (in m²).
De geluidsintensiteit kan ook worden uitgedrukt als functie van de impedantie. Voor een stationaire bron geldt:
{\displaystyle I=p\,v={\frac {p^{2}}{Z}}=Z\,v^{2}}
Hierin is {\displaystyle Z} de akoestische impedantie in N·s/m³.
De amplitude van de geluidsintensiteit neemt af in het vrije veld met {\displaystyle 1/r^{2}} van de afstand tot een puntbron.

## Nabijheidsveld van grotere geluidsbronnen
In het nabijheidsveld van een grote geluidsbron kan de geluidsintensiteit er zeer complex uitzien. Op het ene punt kan de geluidsintensiteitsvector van de bron afwijzen, op een ander punt naar de bron toe, afhankelijk van de frequentie. De geluidsintensiteit is een specialistische manier om het karakter van een geluidsbron in kaart te brengen. Met intensiteitsmetingen kan ook het geluidsvermogen van een bron bepaald worden, via metingen in het nabijheidsveld. Dit kan voordelen hebben als de bron in een ruimte met veel stoorgeluid staat, of als om andere redenen niet in het verre veld gemeten kan worden. Het geluidsvermogen is vaak van belang om geluidsberekeningen uit te voeren, op een willekeurige locatie in een fabriekshal bijvoorbeeld. Het geluidsvermogen van alle machines vormt daarbij een belangrijk invoergegeven.
De geluidsintensiteit wordt, zoals de eerste formule laat zien, berekend uit de deeltjessnelheid en de geluidsdruk. Een intensiteitsmeter bestaat dus uit twee elementen, een apparaat om de deeltjessnelheid te meten (bijvoorbeeld via laser-doppler metingen) en een microfoon. Een alternatieve manier om de deeltjessnelheid te meten is de afgeleide te nemen van de geluidsdruk tegen de plaats. Dit principe vormt de basis van geluidsintensiteitsmeters met twee microfoons. De afstand tussen de microfoons is hierbij van groot belang voor de nauwkeurigheid van de metingen, maar vormt tevens een beperking voor het frequentiebereik van het meetinstrument.
Vaak wordt de geluidsintensiteit, net als de geluidsdruk, in een logaritmische maat uitgedrukt. Formeel zou men dit het geluidsintensiteitsniveau moeten noemen, maar meestal noemt men ook de logaritme van de intensiteit gewoon de geluidsintensiteit in decibel.

## Meetinstrument
Voor het meten van de geluidsintensiteit zijn verschillende technieken beschikbaar:
- Een intensiteitsprobe bestaande uit twee microfoons op afstand van elkaar. Niet alleen de geluidsdruk op de microfoons wordt bepaald, maar ook het faseverschil. Hieruit kan de intensiteit afgeleid worden.
- Een meetinstrument dat zowel de geluidsdruk meet als de momentane deeltjessnelheid in de lucht.

bioakoestiek · geluid · decibel · dB(A) · geluidsdruk · geluidsintensiteit · geluidssnelheid · geluidsgolf · ultrageluid · laagfrequent geluid · infrageluid · puntbron · lijnbron · gehoordrempel · gehoorschade · geluidshinder · elektroakoestiek